# Bozeman
Bozeman je městem na jihu amerického státu Montana. V roce 2010 zde žilo 37 280 stálých obyvatel, což činí Bozeman čtvrtým největším městem státu. Je pojmenováno podle Johna M. Bozemana (1835–1867), zakladatele první železniční dráhy ve státě.
V Bozemanu se nachází sídlo Montanské státní univerzity a v jejím areálu se nachází také slavné paleontologické muzeum Museum of the Rockies. Ve sbírkách tohoto muzea se nacházejí velmi cenné fosilie dinosaurů z konce jejich éry (geologické souvrství Hell Creek), jako je například proslulý druh Tyrannosaurus rex.
V roce 2010 ve městě vznikl Big Sky Committee, který usiluje o to, aby Bozeman pořádal zimní olympijské hry. Kandidatura na rok 2022 byla stažena pro nedostatečnou připravenost a Bozeman se rozhodl soustředit na termín v roce 2026.

## Fikce

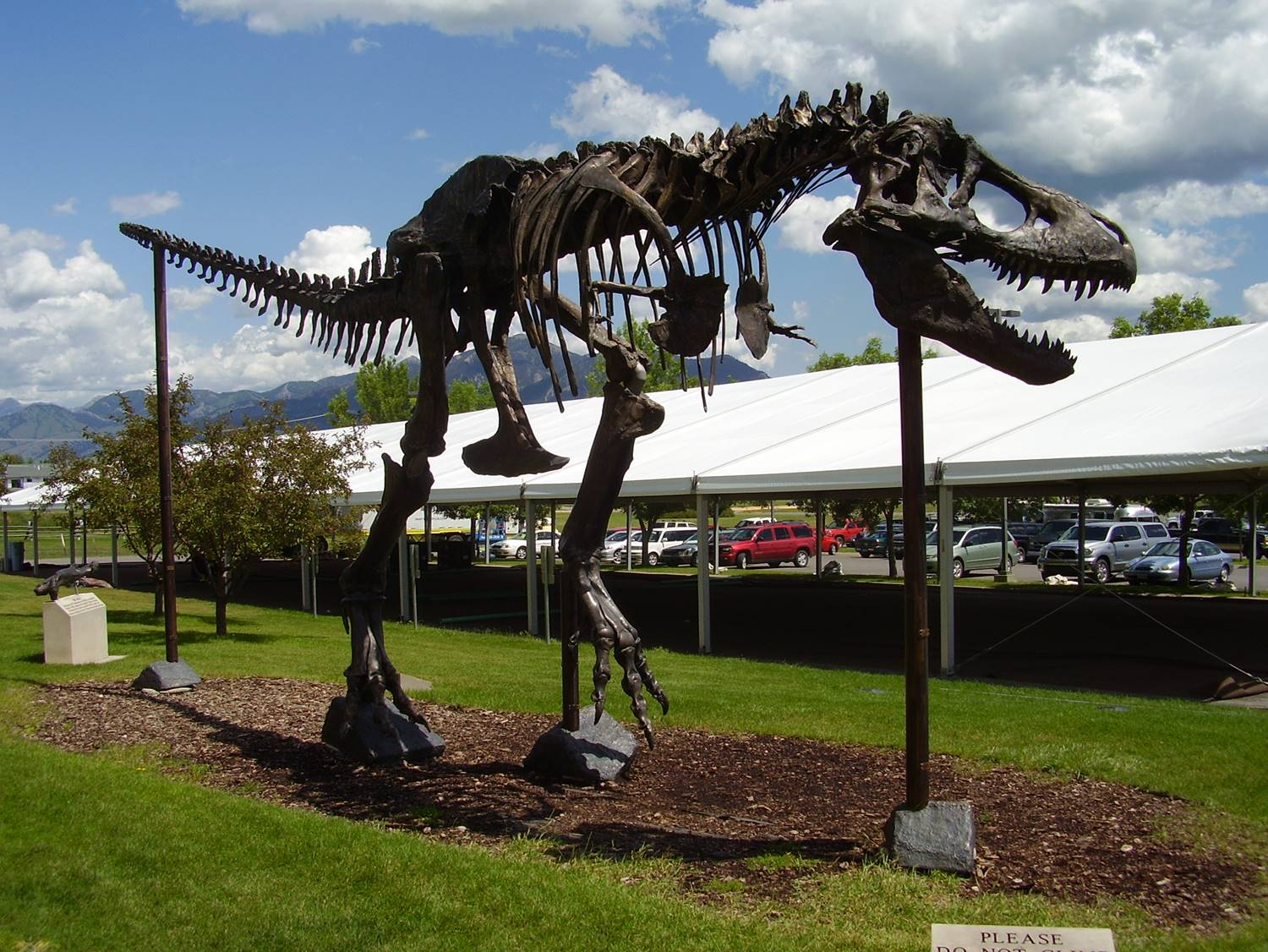
Bronzová replika kostry tyranosaura, známá jako "Big Mike" před Museum of the Rockies v Bozemanu.

V sci-fi univerzu Star Trek (konkrétně ve filmu Star Trek: První kontakt) se město Bozeman stalo dějištěm důležité události v lidských dějinách. 5. dubna 2063 se zde totiž uskutečnil první kontakt lidí s mimozemšťany, konkrétně s druhem Vulkánců. Ti zde přistáli poté, co odtud odstartovala první lidská raketa s nadsvětelným pohonem. To Vulkánci považovali za důkaz dostatečné technologické vyspělosti, a lidstvo kontaktovali.
Ve 13. epizodě 3. série seriálu Teorie velkého třesku se do Bozemanu pokusil odstěhovat Sheldon Cooper.
Město je také zmiňováno v ději knihy Poslední dny dinosaurů, kde v něm sídlící muzejní instituce uchovává utajované artefakty dávné křídové civilizace.

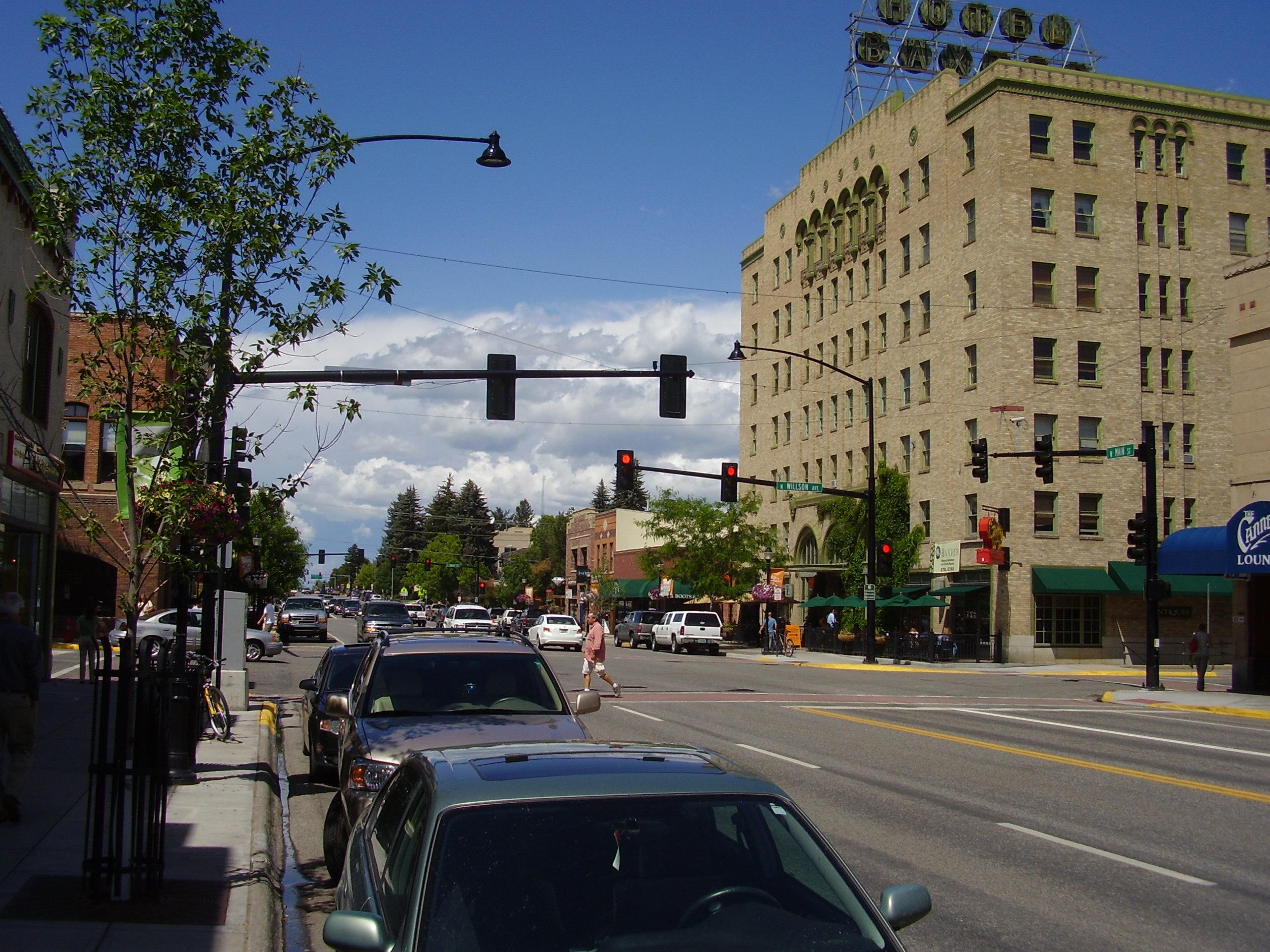
Ulice města Bozeman (červenec 2009).

## Sport
V letech 2015 a 2016 se zde konal světový pohár v ledolezení.